# Final Fantasy V: La Leyenda de los Cristales
Final Fantasy V: La Leyenda de los Cristales es una serie anime compuesta por cuatro capítulos que narran la historia 200 años después de la del argumento del videojuego Final Fantasy V. Se publicó en 1994, y salió a la venta en Estados Unidos el año 1998 en formato de cuatro cintas VHS (una por episodio). En España fue editada por Manga Films durante el verano de 1999, en dos cintas VHS (dos capítulos por cada cinta) y también fue emitida por el canal Buzz. No hay noticias oficiales de que vayan a reeditarse en formato DVD, a pesar de los rumores.

## Argumento
En un mundo distante, un sitio donde coexisten tanto la magia como una tecnología capaz de fabricar barcos voladores, una muchacha joven que se entrena en la invocación de la magia, Lena, y su amigo que usa la espada, Plitz, tienen la misión de proteger el Cristal del Viento, el objeto mágico que da la vida y la paz al Reino de Magnate, de una fuerza terrible y desconocida. Pero cuando los Piratas y Militares de Magnate se involucren en el asunto, pues todos ellos ansían el cristal, las cosas se volverán más complicadas y violentas. (Tomado de Frozen-layer)
El argumento se divide en cuatro episodios de media hora aproximadamente cada uno, llamados El Viento, El Fuego, El Dragón y La Estrella.

## Huevos de Pascua
A lo largo de los cuatro episodios aparecen diversos huevos de Pascua:
- Comerciales Subliminales

En el Volumen II de Final Fantasy hay 2 robots (a uno le falta la cabeza) que aparecen en pantalla muchas veces. En cada oportunidad dicen algo en idioma robot, de hecho solamente están hablando al revés y haciendo publicidad de otros animes de Urban Vision (la misma compañía que dstribuyo "La Leyenda de los Cristales").
Aquí hay una lista de las cosas que dicen:
- 1 : Capítulo del Viento - después del flashback de Mid aparecen y dicen:

"Vas a comprar MUCHAS copias de estas cintas PARA TODOS TUS AMIGOS".
- 2 : Capítulo del Fuego - cuando Pritz empieza a buscar al Legendario Dragón aparecen de nuevo y dicen:

"De paso hay más... si compras en volumen hay un descuento substancial para quién haya comprado las cintas."
- 3 : Capítulo del Dragón - Cerca del principio dicen:

" BIOHUNTER es otra gran cinta. También Dragon Slayer." (Otros animes distribuidos por Urban Vision).
- 4 : Capítulo de la Estrella - Cuando el Iron Wing está volando hacía DeathGyunos y se estrella, aparecen por última vez y dicen:

"AHORA, ordena de inmediato amigo robot. URBANVISON para el mejor anime."
Nota - Todos los robots hablan al revés, pero ellos sí están diciendo lo que está en los subtítulos. Solo los 2 robots mencionados dan mensajes subliminales.